# Пјано дела Бароца (Ријети)
Пјано дела Бароца је насеље у Италији у округу Ријети, региону Лацио.
Према процени из 2011. у насељу је живело 35 становника. Насеље се налази на надморској висини од 230 м.